# Musaranya de Bedford
La musaranya de Bedford (Sorex bedfordiae) és una espècie de mamífer de la família de les musaranyes. Viu a la Xina, Myanmar i el Nepal.